# Oncidium peltiforme
Oncidium peltiforme är en orkidéart som beskrevs av Willibald Königer. Oncidium peltiforme ingår i släktet Oncidium och familjen orkidéer. Inga underarter finns listade i Catalogue of Life.